# Адольф Каменобродський

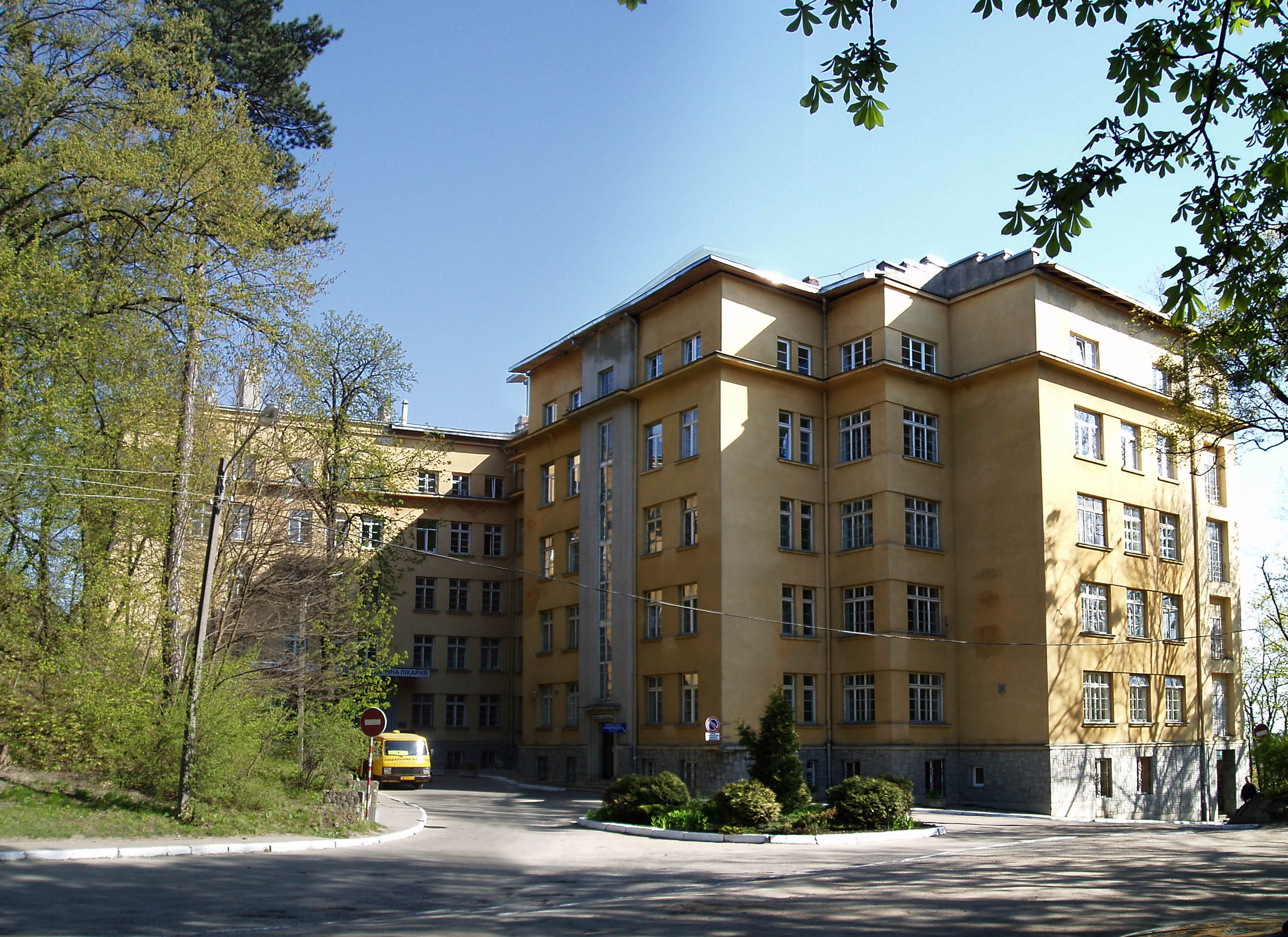
Лікарня «Охматдит» у Львові на вул. Лисенка, 31

Адольф Каменобродський (пол. Adolf Kamienobrodzki; 20 січня 1871, Відень — 19 листопада 1946, Вроцлав) — інженер, архітектор.

## Біографія
Народився у Відні 20 січня 1871 року в родині архітектора і живописця Альфреда Каменобродського і Юзефи Кортсмари (пол. Józefa Krtsmary). Закінчив III гімназію у Львові і факультет архітектури Львівської політехніки (1894), після чого рік навчався у Парижі, в Академії мистецтв під керівництвом П. Блонделя. Повернувшись до Львова, працював у архітектурному бюро свого батька, пізніше — у бюро інженера Холоневського, згодом — у Зигмунта Кендзерського. Автор «Підручника для будівничих» (пол. Podręcznik dla budujących) і ряду фахових статей у «Технічному журналі» (пол. Czasopismo Techniczne). Належав до Політехнічного товариства у Львові від 1896 року. Входив до правління товариства у 1905—1906, 1912—1913 роках. Член Кола польських архітекторів у Львові (пол. Koło architektów polskich we Lwowie). Був членом журі конкурсу на будівлі нового костелу святої Анни у Львові (1912).Працював архітектором Крайової управи, 1931 року у зв'язку із станом здоров'я вийшов на пенсію. У Львові мешкав на вулиці Вороновських, 11 (нині вулиця Колесси). Був одружений із Вільгельміною Шольц. Мав сина Вільгельма. 1936 року переїхав до Варшави, звідки виселений у 1944 році під час Варшавського повстання до табору в Зеленяку. 1946 року разом із сином виїхав до Вроцлава, де помер 19 листопада 1946 року. Похований там же. 

### Відомі роботи
- Добудова крила палацу Галицького сейму зі сторони нинішньої вулиці Листопадового чину в 1907—1908 роках.
- Будівля лікарні «Охматдит» на вул. Лисенка 31 у Львові. Збудована у 1930-х роках, як санаторій Товариства соціального страхування[4].
- Розбудова трамвайних депо на перетині вулиць Героїв Майдану і Сахарова у 1926, 1927 роках. Споруджено ще одну ремізу, адміністративний корпус та огорожу[5].
- Побудував два нових корпуси психіатричної лікарні на вулиці Кульпарківській (1920-ті). Початково планувалось шість[6].
- У 1922—1928 роках брав участь у обстеженні і консерваційних роботах у Олеському замку. Виготовив ряд проектних пропозицій що стосувались реконструкції[7].

### Нереалізовані проекти
- II нагорода, конкурсу на найкращий проект перебудови Львівської ратуші (1898).
- II нагорода, за проект майбутнього будинку Львівської торгово-промислової палати на вулиці Академічній 17 (нині пр. Шевченка). Проект розроблено у співавторстві із архітектором Владиславом Клімчаком (1907).[8]